# Bédjondo
Bédjondo est une petite ville du Tchad.
Elle est le chef-lieu du département du Mandoul Occidental dans la région du Mandoul.